# Raid: Shadow Legends
Raid: Shadow Legends es un juego para móviles free-to-play desarrollado y publicado por Plarium Games para dispositivos Android e iOS lanzado en enero de 2019.

## Funcionalidad
RAID: Shadow Legends es un juego de rol de colección de héroes y temática fantástica por turnos con más de 800 campeones coleccionables de 16 facciones, repartidos entre 15 clases de personajes diferentes, incluidos varios tipos de humanos, elfos, orcos, hombres lagarto y muertos vivientes.
El juego tiene lugar en el reino de Teleria, que ha sido subyugado por el Lord Oscuro Siroth. Los jugadores toman el papel de un antiguo guerrero teleriano resucitado para derrotar al Lord Oscuro y restaurar la paz y la armonía en su tierra. Los jugadores deben reunir un ejército para luchar en escenarios como castillos, mazmorras, desiertos y templos defendidos por enemigos y posibles aliados. A lo largo del juego, los jugadores acumulan fragmentos, recipientes que contienen las almas de guerreros del pasado. Hay cinco tipos de fragmentos, cada uno de los cuales tiene diferentes propiedades y recompensas.
El juego consiste principalmente en una campaña de un solo jugador (JcE) de 12 niveles, cada uno de los cuales está compuesto por siete etapas con tres niveles de dificultad. La campaña PvE está interconectada con un componente multijugador (JcJ) para decidir las clasificaciones de los jugadores y, según The Verge, ofrece "una de las experiencias de juego más unificadas en el género de RPG de colección". Cada uno de los 300 personajes coleccionables presenta animaciones únicas de captura de movimiento para crear personalidades y rasgos distintivos.
La narrativa del juego ha sido escrita por Paul C.R. Monk, nominado por el Sindicato de Guionistas de Estados Unidos, y el juego adopta un estilo gráfico occidental, con personajes realistas y escenarios inspirados en la fantasía oscura para ayudar a crear una atmósfera sombría.

## Recepción
RAID ha sido generalmente bien recibido. Pocket Gamer agradece los personajes de «calidad gráfica pura», «bellamente representados y animados», así como una «experiencia generosa para los nuevos jugadores». Gamezebo elogió el juego por intercambiar «las imágenes típicas de estilo anime por una apariencia más realista y de fantasía oscura» y luego escribió sobre «la experiencia verdaderamente impresionante, con algunas de las mejores animaciones de ataque y efectos ambientales que hemos visto en el género hasta ahora». El periódico austríaco Heute escribió que el sistema de juego es ideal para plataformas móviles y lo suficientemente complejo para que los fanáticos de los juegos de rol quieran seguir jugando. En su reseña, BlueStacks también elogió las imágenes: «las animaciones son simplemente espectaculares, con un nivel de calidad rara vez visto en este tipo de juegos», y concluyó añadiendo que «los jugadores que disfruten de combates de fantasía con un enfoque más realista, similar al Señor de los Anillos, es probable que se lo pasen muy bien con Raid: Shadow Legends.»